# Католишка махала (Пловдив)
Католишката махала е квартал, съществувал в Пловдив като общност в продължение на век между 1850-те години и 1950-те години. Сега територията на махалата е част от центъра на града.

## История
Католишката махала или наричаната още Павликянска махала в Пловдив се оформя заедно с утвърждаването на града като седалище на Южната католическа епархия в България. В „План на град Пловдив и околността" от 1827 г., съставен от френския запасни офицер Йегершмид, са отбелязани католически манастир, църква и болница. Около тях по времето на епископ Иван Птачек започва да се формира махалата и това дело е продължено от епископ Андреа Канова. През 50-те години на XIX в. след построяване на катедралния храм „Свети Лудвиг“, епископ Канова предприема стратегически ход на оформяне на цял католически квартал. Освен църквата, той подпомага изграждането и на други сгради и иниституции, като училището „Свети Андрей“ за момчета. Девическото училище „Свети Йосиф“ е поверил на сестрите йосифинки и го е настанил в изградения капуцински манастир.
Също епископ Канова откупува местата, съседни на католическите институции, и ги отстъпва на католиците, да си построят жилища и впоследствие те се разплащат с църквата. Така за кратко време около църквата са построени 40 къщи. Той също попечителства купуване на имоти от католиците в селата Коматево и Белозем. За издръжка на епархията е закупил в село Браниполе чифлик в размер на 1260 дка.
Католическият мисионер от доминиканския орден – отец Доменико Мартилети, по-известен в махалата като „белият домин“, е първият хоров и оркестров диригент не само в католическата църква, но и в Пловдив. Той обучава младите пловдивски католици да свирят и пеят, като формира музикална група, в която са включени 4 цигулки, 1 контрабас, 4 флейти, 2 кларинета, 2 валдхорни, 1 флигорна – това дава основание да се счита, че в католическата махала в Пловдив е създаден първият български симфоничен оркестър. Отец Мартилети е първият лечител в Пловдив с школувана медицинска подготовка и дава лекарска помощ на пловдивчани още през 1855 г. В началото на ХХ век малка уличка в католическата махала получава името „Бѣлъ Доминъ“, която през 1952 г. е прекръстена на „Прага“.
През 1867 г. френският пътешественик Гийом Лежан рисува карта на Пловдив, в която е обозначена „Павликянска махала“. На тази карта махалата има триъгълна форма между улица „Станимашка“ на запад (приблизително днешната „Цар Борис ІІІ Обединител“), улица „Константинополска“ на север (преименувана и с ново трасе „Княгиня Мария-Луиза“) и на изток и юг – края на града. Според българския историк Никола Алваджиев, махалата е достигала на изток до бирената фабрика „Каменица“ и сегашния квартал „Каменица“, където е имало езеро известно като „езерото на гургулиците“, на юг до църквата на капуцините. Зад църквата е започвала градската мера – място, където отвеждали добитъка на паша. Хаджи Хасан махала, която се намира на северозапад от Католишката махала и езерото на гургулиците са пресъздадени във филма „След края на света“.
През 1868 г. към църковния комплекс е открита католическа духовна семинария. По-късно наследникът на Канова – епископ Франческо Рейнауди – построява девически манастир „Света Елисавета“ за монахините францисканки терциарки. През 1872 г. той построява сиропиталище към манастира; български сестри калугерки са възпитателки към сиропиталището. През 1882 г. епископ Рейнауди основава съвременна за времето си католическа болница. След Първата световна война започва изграждането на нова сграда на болницата в местността „Свещаровите ливади“. Днес сградата се използва от Военна болница.
През 1869 г. жителите на махалата се обръщат към местната управа с молба в правителствените документи да се замени името „павликяни“ с наименованието „българи-католици“. По време на Руско-турската война френският консул в Пловдив Боясе осигурява пушки и патрони на жителите на махалата да пазят християнските квартали на града от опожаряване.
Махалата съществува като общност до 50-те години на XX в. С благоустрояването на град Пловдив през 60-те и 70-те години на XX век през махалата са прокарани нови по-широки улици и булеварди. Имотите на много семейства са отчуждени. Голяма част от семействата са настанени в жилищни блокове в други части на града. През този период махалата загубва характера си на религиозна общност. Единствено улица „Павликенска“, запазила старото си име и размер, напомня за махалата.

## Забележителности
- Катедрален католически храм „Свети Лудвиг“ с епископски комплекс и камбанария. В храма се намират саркофагът на българската княгиня Мария Луиза и гробовете на пловдивските католически епископи Андреа Канова, Франческо Рейнауди и Роберто Менини – бул. „Княгиня Мария-Луиза“ 3
- Останки от късноантична църква – Голямата базилика – бул. „Княгиня Мария-Луиза“ 1А
- Православен храм „Света Петка Нова“ – бул. „Княгиня Мария-Луиза“
- Ректорален католически храм „Дева Мария – Царица на ангелите“ и манастир на братята капуцини – ул. „Крали Марко“ 10
- Униатски храм „Възнесение Господне“ и семинарията в двора на храма – ул. „Кръстьо Пастухов“ 22.
- Ректорален католически храм „Свети Йосиф“ – ул. „Д-р Г. М. Димитров“ 11Б.

## Паметници
- Паметник на свети Папа Йоан-Павел II пред катедралата „Свети Лудвиг“.
- Паметник на отец Камен Вичев и свещенослужители загинали за християнската вяра през комунистическия режим – в градинката срещу храма „Света Петка Нова“.
- Паметник на Цар Борис III – на кръстовището на булевар „Цар Борис III“ с улица „Капитан Райчо Николов“.
- Паметник на отец Паисий Хилендарски – пред ректората на Пловдивския университет. Приблизително на това място е бил паметникът на Св. Августин, издигнат през 1922 г. и премахнат приблизително 30 години по-късно от комунистическия режим.
- Паметна плоча на отците-успенци Камен Вичев, Павел Джиджов и Йосафат Шишков, поставена на сградата на църквата „Възнесение Господне“.

- Статуя на отец Камен Вичев
- Барелеф на цар Борис III
- Статуя на отец Паисий Хилендарски
- Паметна плоча на отците успенци

- Статуя на свети Папа Йоан-Павел II пред катедралата
- Паметна плоча за отслужената литургия от Папа Йоан Павел II на централния пловщад в Пловдив през 2002 г.
- Паметник с герба на Папа Йоан Павел на централния площад в Пловдив, дело на скулптора Цвятко Сиромашки

## Друго наследство
- Сградата на Военна болница (Пловдив), където е била Католическата болница до 1949 г.
- Сградата на ректората на Пловдивския университет в архитектурен комплекс с църквата „Възнесение Господне“; сградата е използвана от Френския мъжки колеж „Свети Августин“ до неговото закриване през 1948 г.
- Сградата на Техническия университет – 3 корпус в архитектурен комплекс с църквата „Свети Йосиф“; сградата е използвана от Френския девически колеж „Свети Йосиф“ до неговото закриване през 1948 г.
- Експонати в Пловдивските музеи и Пловдивската художествена галерия, наследени от закрития Педагогически музей към френския колеж
- Сграда, продадена на Пловдивската духовна семинария; сградата е била използвана от Френския мъжки колеж до пренасянето му в новата сграда
- Kатолически спортен клуб „Парчевич“, след 1944 г. се слива с ПФК Локомотив (Пловдив)
- Спортно игрище на Френския мъжки колеж; днес на това място се намира стадион „Христо Ботев“
- Спортен клуб „Христо Ботев“; създаден от ученици на Първа мъжка гимназия и Френския колеж.